# Francisco Rubio (Raumfahrer)
Francisco Carlos Rubio (* 11. Dezember 1975 in Los Angeles, Kalifornien) ist ein US-amerikanischer Arzt, Pilot und Astronaut.

## Ausbildung
Rubio besuchte die Miami Sunset Senior High School in Miami Beach. Dann studierte er an der United States Military Academy in West Point im Bundesstaat New York, die er 1998 als Bachelor für Internationale Beziehungen abschloss. 2010 promovierte er zum Doktor der Medizin an der Uniformed Services University of the Health Sciences in Bethesda, Maryland.

## Beruf
Rubio verbrachte sein Berufsleben beim Militär. Er begann seinen Dienst als Second Lieutenant (entspricht etwa Unterleutnant) bei der United States Army. Er arbeitete als Pilot eines Sikorsky UH-60 Blackhawk-Hubschraubers.
Rubio war Zugführer der A Company, 2nd Battalion der 82nd Airborne Division und Kompaniechef der A Company, 2nd Battalion, 3rd Aviation Regiment. Als Pilot absolvierte Rubio über 1.100 Flugstunden, darunter 600 Kampfstunden bei Operationen in Bosnien, im Irak und in Afghanistan.
Nach seiner medizinischen Ausbildung vollendete Rubio seine Facharzt-Ausbildung als Assistenzarzt für Familienmedizin am Martin Army Community Hospital im Fort Benning, Georgia. Dann wurde er Klinikleiter und Fliegerarzt am Redstone Arsenal in Huntsville im Madison County, Alabama.
Als Rubio für die Ausbildung als Astronaut ausgewählt wurde, war er Fliegerarzt des 3. Bataillons der 10th Special Forces Group (Airborne) in Fort Carson, Colorado.

## Astronautentätigkeit

### Ausbildung
2017 wurde Rubio für das Weltraumtraining ausgewählt und schloss sich der NASA-Astronauten-Gruppe 22 an. Zusammen mit dieser Gruppe absolvierte er ein zweijähriges Training.
2021 wurden zunächst  Dmitri Alexandrowitsch Petelin, Sergei Walerjewitsch Prokopjew und Anna Jurjewna Kikina als Hauptbesatzung für Sojus MS-22 aufgestellt. Im Dezember 2021 gab der Generaldirektor von Roskosmos, Dmitri Olegowitsch Rogosin, bekannt, dass Kikina im September 2022 mit der SpaceX Crew-5 zur ISS fliegen würde; dies machte einen Platz für Rubio in der Sojus MS-22 frei. Im Mai 2022 wurde dieser Beschluss widerrufen und es hieß, dass aus politischen und technischen Gründen ein Flug russischer Kosmonauten auf amerikanischen Raumschiffen ausgeschlossen sei. Im Juni 2022 wiederum verkündete Roskosmos, dass Kikina in die Vereinigten Staaten reisen würde, um sich auf den Flug mit der SpaceX Crew-5 vorzubereiten. An ihre Stelle trat Rubio. Diese neue Besatzung, Petelin, Prokopjew und Rubio, trainierte ab August 2022 zusammen.

### Flugverlauf
Am 21. September 2022 um 16:54 Moskauer Zeit (13:54 UTC, 15:54 Mitteleuropäische Sommerzeit (MESZ)) startete Rubio als Flugspezialist (Arzt) zusammen mit Prokopjew und Petelin in einer Sojus MS-22 vom Kosmodrom Baikonur zur Internationalen Raumstation (ISS). Drei Stunden später, um 20:06 Moskauer Zeit (17:06 UTC, 19:06 MESZ), dockte die Raumkapsel an das Rasswet-Modul des russischen ISS-Segments an.
Beim Andocken von Sojus MS-22 lief auf der ISS die ISS-Expedition 67, Kommandant der ISS war zu dieser Zeit Oleg Germanowitsch Artemjew. Durch ein Leck im Kühlkreislauf des Raumschiffs Sojus MS-22 war eine Rückkehr zur Erde zu riskant, das Raumschiff koppelte unbemannt ab und wurde durch Sojus MS-23 ersetzt. Dadurch verlängerte sich Rubios Aufenthalt auf der ISS um sechs Monate. Die Landung mit Sojus MS-23 erfolgte am 27. September 2023. Mit einem Raumflug von 370 Tagen liegen Rubio, Prokopjew und Petelin nun gemeinsam an dritter Stelle des längsten Raumflugs. Rubio hält dabei den Rekord des längsten US-Raumflugs.

## Auszeichnungen und Ehrungen
Rubio hat die Bronze Star Medal, die Meritorious Service Medal und die Army Achievement Medal erhalten. Er ist Absolvent des Command and General Staff College und hat die Flugzeugführerabzeichen der Streitkräfte der Vereinigten Staaten Pathfinder, Air Assault und Parachutist erworben.

## Familie
Rubio ist verheiratet und hat vier Kinder. Seine Eltern kamen aus El Salvador in die USA.